# Afef Ben Mahmoud
Afef Ben Mahmoud (arabe : عفاف بن محمود) est une actrice tunisienne. Elle est notamment connue pour avoir joué le rôle de Noura dans la série télévisée Pour les beaux yeux de Catherine.
Elle est également danseuse : elle a participé à de nombreux spectacles musicaux dont Nouba et Hadhra de Fadhel Jaziri.

## Filmographie

### Cinéma

#### Longs métrages
- 2002 : Khorma de Jilani Saadi
- 2006 :
  - Making of de Nouri Bouzid : Souad
  - Bin El Widyene de Khaled Barsaoui
- 2013 : Affreux, cupides et stupides (Hizz Ya Wizz) d'Ibrahim Letaïef : Leila
- 2019 : Les Épouvantails de Nouri Bouzid : Nadia

#### Courts métrages
- 2006 :
  - Je vous ai à l'œil d'Ibrahim Letaïef
  - Conversations de Mohamed Kais Zaied
- 2009 : Bas bord de Ridha Tlili[2]

### Télévision
- 2000 : Ya Zahra Fi Khayali d'Abdelkader Jerbi : Yosra
- 2004 : Jari Ya Hammouda d'Abdeljabar Bhouri : Dorsaf
- 2008 : Sayd Errim d'Ali Mansour : Narjes
- 2012 : Pour les beaux yeux de Catherine de Hamadi Arafa : Noura
- 2014 : Maktoub (saison 4) de Sami Fehri : Rym Ben Ahmed

### Réalisation
- 2006 : Après l'orage... le beau temps (court métrage)[3]
- 2023 : Backstage [4]

## Théâtre
- 2005 : Al Moutachaâbitoun (Les Opportunistes), mise en scène de Mohamed Driss